# Kalliapseudes viridis
Kalliapseudes viridis är en kräftdjursart som beskrevs av Menzies 1953. Kalliapseudes viridis ingår i släktet Kalliapseudes och familjen Kalliapseudidae. Inga underarter finns listade i Catalogue of Life.